# Stare Kiełcze
Stare Kiełcze – wieś w Polsce, położona w województwie podlaskim, w powiecie kolneńskim, w gminie Kolno.
| SIMC    | Nazwa     | Rodzaj    |
| ------- | --------- | --------- |
| 0399775 | Bagienice | część wsi |

Wieś szlachecka Kiełcze Stare położona była w drugiej połowie XVI wieku w powiecie kolneńskim ziemi łomżyńskiej. W latach 1975–1998 wieś administracyjnie należała do województwa łomżyńskiego.
Wierni kościoła rzymskokatolickiego należą do parafii Zwiastowania Najświętszej Maryi Panny w Lachowie.